# پاپی لینوکس
پاپی لینوکس یکی از توزیع‌های زندهٔ سیستم‌عامل لینوکس است که هدفش کوچکی و استفادهٔ آسان برای کاربران است. اگر رایانه شما حداقل دارای ۶۴ مگابایت حافظه (بسته به نسخهٔ آن، تا حداکثر ۲۵۶ مگابایت حافظه نیاز است) باشد، کل سیستم‌عامل و تمام نرم‌افزارها از داخل حافظهٔ اصلی قابل اجرا هستند حتی به شما این اجازه را می‌دهد که وسیله‌ای که با آن سیستم‌عامل را راه‌اندازی کردید از کامپیوتر جدا کنید. نرم‌افزارهایی نظیر سی‌مانکی، ابی‌ورد، Gnumeric و Gxine/xine همراه این توزیع است. این توزیع توسط بری کالر (به انگلیسی: Barry Kauler) و افراد فعال دنیای نرم‌افزار آزاد گسترش پیدا کرده‌است. یکی از نکات قابل توجه این توزیع، مبتنی نبودن بر دیگر توزیع‌های گنو/لینوکس (مثل دبیان یا اسلکور) است، در واقع این توزیع، توزیعی مستقل است.

## ویژگی‌ها
پاپی لینوکس یک سیستم‌عامل کامل است که شامل تعداد زیادی نرم‌افزار است نرم‌افزارهایی که برای فعالیت‌های کاربران عادی طراحی شده‌است و اکثر نیازهای یک فرد عادی را، با وجود حجم کم و توانایی اجرا بر روی وسیله‌های جانبی مختلف، جوابگوست. همچنین این سیستم‌عامل می‌تواند به عنوان یک دیسک نجات عمل کند یا کامپیوترهای قدیمی شما را دوباره زنده کند و شما بتوانید از آن استفاده کنید. پاپی می‌تواند از وسایل جانبی زیر راه‌اندازی شود:
- یواس‌بی زنده، که شامل یک فلش یواس‌بی یا هر وسیلهٔ ذخیره‌سازی یواس‌بی است (flash-Puppy)
- دیسک زنده (live-Puppy)
- یک درایو Zip یا یک SuperDisk از نوع zippy-Puppy) LS-120/240)
- یک دیسک سخت داخلی (hard-puppy)
- یک شبکه رایانه‌ای (thin-Puppy)
- یک شبیه‌ساز (emulated-Puppy)
- یک فلاپی دیسک راه‌انداز که قابلیت بارگذاری بقیهٔ سیستم‌عامل را از یک درایو یواس‌بی، CD-ROM، یا دیسک سخت داخلی را داشته‌باشد

یکی از ویژگی‌های منحصر به فرد پاپی لینوکس که آن را از بقیهٔ توزیع‌های گنو/لینوکس متمایز می‌کند، قابلیت ذخیره محیط کاری یا جلسهٔ جاری که از هنگام ورود به سیستم‌عامل ایجاد شده‌است، بر روی یک سی‌دی یا دی‌وی‌دی که قابلیت Multisession را داراست (نیازی به سی‌دی یا دی‌وی‌دی با قابلیت ذخیره مجدد نیست). پاپی به صورت خودکار تغییرات را در فایل سیستم تشخیص می‌دهد و آن‌ها را به‌صورت افزایشی بر روی دیسک ذخیره می‌کند. این ویژگی به خوبی بر روی دی‌وی‌دی‌ها عمل می‌کند، که تا حدی به خاطر فضای زیاد دی‌وی‌دی است. حال آن که بقیهٔ توزیع‌های گنو/لینوکس هم دارای دیسک زنده می‌باشند اما آن‌ها به نرم‌افزارها اجازه نمی‌دهند که به‌طور همیشگی اضافه شوند این در مورد ذخیرهٔ فایل‌ها بر روی سی‌دی هم صدق می‌کند.
یکی از ویژگی‌های برجستهٔ پاپی سیستم write-caching است که عمر فلش‌های یواس‌بی را که پاپی لینوکس بر روی آن‌ها اجرامی شود، افزایش می‌دهد.

## واسط گرافیکی کاربر

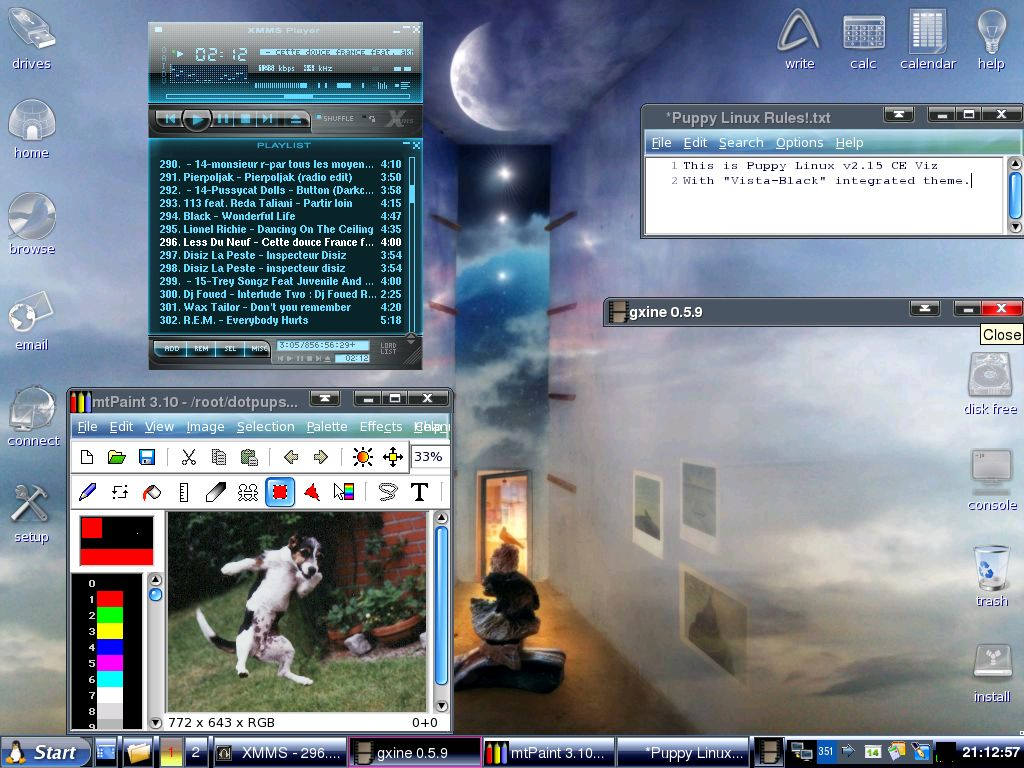
میزکار با یکی از تم‌های داخلی به نام XMMS. همچنین mtPaint و gxine در حال اجرا شدن هستند و یک فایل متنی تحت Puppy Linux 215 CE Viz باز است (با مدیر پنجره پیش‌فرض IceWM)

پاپی با دو انتخاب مختلف برای موتور گرافیکی می‌آید: موتور X.Org (نسخهٔ کامل) و Xvesa (نسخه سبک). یک wizard در هنگام شروع، کاربر را برای تنظیم موتور گرافیکی مناسب برای کارت گرافیک و صفحه نمایش راهنمایی می‌کند. در پایان wizard کاربر میزکار و مدیر پنجره را مشاهده می‌کند؛ در اکثر نسخه‌های پاپی مدیر پنجره پیش‌فرض JWM است.
بسته‌های میزکار آیس‌دابلیوام، فلاکس‌باکس و Enlightenment به وسیلهٔ سیستم مدیریت بسته پاپی، به نام PetGet موجود است (که در پایین توضیح داده شده‌است). تعدادی از توزیع‌های مشتق شده از پاپی، را puplets می‌نامند، که با مدیر پنجره‌هایی به غیر از JWM می‌آیند.
وقتی سیستم‌عامل راه‌اندازی می‌شود، همه چیز در بسته پاپی از حالت فشرده خارج می‌شود و در قسمتی از حافظه ریخته‌می‌شود که به آن ramdisk می‌گویند. کامپیوتر نیاز به حداقل ۱۲۸ مگابایت دارد تا تمام پاپی در داخل ramdisk بارگذاری شود. گرچه آن می‌تواند بر روی کامپیوتری که ۴۸ مگابایت حافظه دارد اجرا شود و اگر حافظه کم آورد از دیسک سخت یا در حالت بدتر از سی‌دی یا دی‌وی‌دی به عنوان حافظهٔ اضافی استفاده کند.
پاپی به‌طور منصفانه‌ای دارای ویژگی‌های کاملی برای یک سیستم، که به‌طور کامل از روی ramdisk اجرا می‌شود، است و باید توجه کرد این سیستم‌عامل به صورت زنده راه‌اندازی می‌شود و شما هزینه‌ای صرف نصب آن نمی‌کنید، گرچه شما می‌توانید آن را بر روی دیسک سخت خود نصب کنید که پاپی بتواند از روی دیسک سخت شما اجرا شود بدون نیاز به ramdisk. نرم‌افزارهایی که انتخاب شده‌اند دارای یک سری وجوه مشترک هستند که یکی از مهم‌ترین آن‌ها سایز نرم‌افزار است. به‌خاطر این‌که یکی از هدف‌های مهم این توزیع سهولت در نصب برنامه‌ها باشد، تعداد زیادی wizard طراحی شده‌است که کاربر را برای یک سری کارهای مشابه هدایت می‌کند.
پسورد ریشه
پاپی یکی از معدود توزیع‌هایی است که از پسورد ریشه استفاده نمی‌کند، آن هیچ فرقی بین یک کاربر عادی و یک کاربر ریشه نمی‌گذارد، این ویژگی استفاده از سیستم را راحت‌تر می‌کند و کنترل کامل دیسک‌های سخت را به کاربر می‌دهد، اما نگرانی‌های امنیتی نیز وجود دارد به خاطر این که کاربر می‌تواند واحد خود را فرمت کند یا آزادانه سیستم فایل‌ها را پاک‌کند که این منجر به از بین رفتن پاپی یا بقیهٔ سیستم‌عامل‌ها می‌شود. اما این ویژگی همچنین می‌تواند برای گرفتن یک تصویر کامل از سیستم‌عاملی یا پاک‌کردن آن از دیسک سخت برای بازگردانی مجدد در آینده بدون فرمت کردن آن استفاده شود. از طرفی آن می‌تواند برای ذخیره کردن فایل‌های یک سیستم‌عامل متلاشی شده مناسب باشد. به علاوه از آن‌جایی که این سیستم بر روی حافظه اجرا می‌شود هیچ محدودیتی برای تغییر واحدهای دیسک سخت دیگر وجود ندارد و ایجاد یا پاک کردن پارتیشن‌های مختلف در سیستم‌های مختلف بسیار آسان است.
یک توصیهٔ کوچک
از آن‌جایی که پاپی لینوکس بر روی حافظه اجرا می‌شود، تمام فایل‌ها و عملیات‌هایی که بر روی یک جلسه انجام شود اگر بر روی فایل ذخیره نشود، به محض بسته شدن جلسه آن‌ها ناپدید می‌شوند. این شامل دانلودها نیز می‌شود. این اتفاق معمولاً برای کاربران جدید می‌افتد. برای جلوگیری از این مشکل پیشنهاد می‌شود که تمام فایل‌های خود را در دیسک به جای سیستم فایل ذخیره کنید که دیسک می‌تواند یک دیسک سخت یا یک فلش یواس‌بی یا حتی یک فلاپی باشد. تمام این رسانه‌ها معمولاً بر روی میزکار نشان داده خواهند شد اما اگر نبود با mount کردن آن‌ها شما می‌توانید در زیر شاخهٔ /mount/ به آن‌ها دسترسی پیدا کنید.

## مدیریت بسته و توزیع

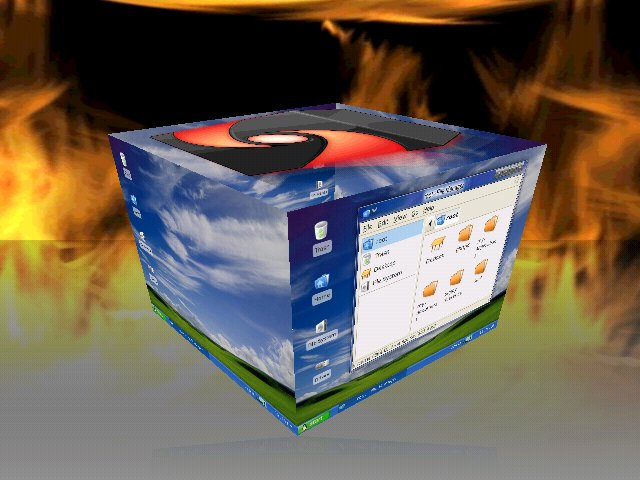
wNOP v0.2 on EeePC: Puppy 3.01 & Compiz-Fusion

پاپی لینوکس با مدیر بسته خاصی به نام PetGet می‌آید. در نسخه‌های قبلی از مدیر بسته پاپی لینوکس استفاده می‌شد که هنوز سازگاری خودش را با نسخه‌های جدید حفظ کرده‌است.
Puppy Unleashed ابزاری است که تصویرهای ISO برای پاپی می‌سازد. آن شامل بیش از ۵۰۰ بسته است که نیازهای کاربر را فراهم می‌کند.
اخیراً یک اسکریپت جدید به نام Woof در حال توسعه است. Woof قابلیت ساخت یک پاپی کامل از بسته‌های دیگر توزیع‌های گنو/لینوکس را فراهم می‌کند. در حال حاضر Woof بسته‌های Puppy 4.x، دبیان، اوبونتو، اسلکور، آرچ لینوکس پشتیبانی می‌کند، گرچه طرح پشتیبانی از بسته‌های دیگر توزیع‌ها وجود دارد. به علاوه یکی از ویژگی‌های آینده مدیر بسته PetGet سازگاری با بسته‌های توزیع‌های دیگر است. Woof جایگزین Puppy Unleashed در نسخه ۴٫۳ شده‌است.

## تاریخچه انتشارات
| نسخه   | تاریخ انتشار |
| ------ | ------------ |
| پاپی ۱ | ۲۹ مارس ۲۰۰۵ |
| پاپی ۲ | ۱ ژوئن ۲۰۰۶  |
| پاپی ۳ | ۲ اکتبر ۲۰۰۷ |
| پاپی ۴ | ۵ می ۲۰۰۸    |
| پاپی ۵ | ۱۵ می ۲۰۱۰   |

نسخه‌های سری ۱ پاپی بر روی سخت‌افزارهای قدیمی مثل کامپیوترهای پنتیوم، با وجود ۳۲ مگابایت حافظه به راحتی اجرا می‌شدند.
پاپی نسخه ۲٫۱۴ با حجمی معادل ۸۶٫۵ مگابایت از مجموعه اینترنتی سی‌مانکی به صورت پیش‌فرض استفاده می‌کرد. البته دارای چندین ویرایش با سایزهای مختلف بود:
- نسخه استاندارد و اصلی پاپی از واژه‌پرداز ابی‌ورد استفاده می‌کرد که ۶۸ مگابایت بود؛ یک دیسک زنده با موزیلا فایرفاکس با حجمی معادل ۵۲٫۴ مگابایت؛ با مجموعه کامل موزیلا با حجمی معادل ۵۵٫۳ مگابایت؛ با مرورگر اپرا ۴۹٫۶ مگابایت بود.
- یک نسخه که Chubby پاپی نام داشت با مجموعه اپن آفیس انتشار می‌یافت.
- نسخه‌ای با حجم ۳۹٫۹ مگابایت که بدون واسط گرافیکی کاربر بود.
- و یک نسخه با حجم ۸۳ مگابایتی که zdrv نام داشت و شامل درایورهای هستهٔ بیشتری بود.

پاپی ۵ براساس پروژه‌ای به نام Woof است که هدف این پروژه ساخت پاپی از روی دیگر بسته‌های توزیع‌های گنو/لینوکس می‌باشد. این نسخه از بسته‌های مخازن اوبونتو استفاده می‌کند.